# Seth Hoffman
Samuel S. Hoffman, detto Seth (Filadelfia, 8 settembre 1895 – New York, 2 agosto 1948), è stato un pittore, incisore e insegnante statunitense.
È famoso soprattutto per le stampe in bianco e nero realizzate con la tecnica del monotipo.

## Biografia
Seth Hoffman nacque l'8 settembre 1895 a Filadelfia dove studiò alla Pennsylvania Academy of the Fine Arts dal 1914 al 1920. In questo stesso anno si sposò con l'attrice di teatro Molly Gaylburd, nota con il nome d'arte di Marie "Molly" Gilbert. Nel biennio 1921-1922 si trasferì a Parigi per studiare all'École des beaux-arts. Al suo ritorno in America si stabilì nello stato di New York, abitando in varie città della contea di Westchester fra le quali Peekskill. Accanto ai ritratti, i paesaggi e le località di questa contea sono fra i temi più ricorrenti nei suoi quadri e nelle sue stampe. Divenuto docente d'arte all'International Ladies' Garment Workers' Union, nel 1940 si stabilì a New York. In questa città morì, dopo una lunga malattia, il 2 di agosto del 1948 al Mount Sinai Hospital.
(Melissa Hiller)

## Esposizioni
Seth Hoffman ha esposto in numerose mostre personali. Fra queste si ricordano quelle tenute a New York nelle gallerie Macbeth (nel febbraio e nel novembre 1930 e di nuovo nel febbraio 1932), Grand Central e Milch (1935); a Boston alla Casson Gallery; a Chicago alla O'Brien Gallery; a Providence alla Tilden & Thurber Gallery. Altre sue personali si sono tenute al Milwaukee Art Institute, al Detroit Institute of Arts, alla Grand Rapids Art Gallery, al Westchester Center di White Plains e alla National Academy of Design nel 1940.

Agli inizi del 1934 la contea di Westchester gli commissionò una serie di stampe che ne documentassero vie cittadine e paesaggi. Completata prima della fine del 1934, la serie è tuttora visibile nella sua interezza negli uffici pubblici della contea.

Nel 1945 il quadro Rooftops - Peekskill fu selezionato per l'esposizione Portrait of America organizzata dall'Associazione "Artists for Victory".

## Seth Hoffman nei musei
Opere di Hoffman si trovano nelle collezioni permanenti dei seguenti musei:
- Addison Gallery of American Art della Phillips Academy[13] di Andover, Massachusetts;
- Corcoran Gallery of Art del Corcoran College of Art & Design di Washington;
- Springville Museum of Art[14] di Springville, Utah;
- Herbert F. Johnson Museum of Art[15] della Cornell University di Ithaca (stato di New York);
- Smithsonian American Art Museum[16] di Washington;
- Sigmund R. Balka Collection del museo dell'Hebrew Union College-Jewish Institute of Religion di New York.